# Claude Adam
Claude Adam (fl. XVII secolo) è stato uno scultore francese.

## Biografia
Originario della Lorena, fu attivo a Roma, dove gli vengono accreditati lavori nella Basilica di Santa Pudenziana e la collaborazione per la statua del Gange nella Fontana dei Quattro Fiumi del Bernini. Alcune fonti lo considerano parente stretto, forse padre, di Sigisbert e Lambert Adam, cosa che lo renderebbe il capostipite della famiglia Adam di Nancy.